# Липовка (Львовская область)
Липовка (укр. Липівка) — посёлок в Тростянецкой сельской общине Стрыйского района Львовской области Украины.
Население по Тростянецькой общины составляло 1126 человек. Почтовый индекс — 81605. Телефонный код — 3241. Код КОАТУУ — 4623088201. Является административным центром и единственным населённым пунктом Липовского сельского совета, образованного 03.07.2012, ранее подчинялся Николаевскому городскому совету и имел код 4623010102.

## История
Немецкая колония Линденфельд основана в 1788 г. В 1939 г., после присоединения Западной Украины к СССР, по Германо-Советскому договору о дружбе и сотрудничестве, все немецкое население села было переселено в Германию.
В 1946 г. Указом ПВС УССР хутор Линденфельд переименован в Липовку.